# Heteropogon wilcoxi
Heteropogon wilcoxi är en tvåvingeart som beskrevs av James 1934. Heteropogon wilcoxi ingår i släktet Heteropogon och familjen rovflugor. Inga underarter finns listade i Catalogue of Life.